# Viziru
Viziru è un comune della Romania di 6 090 abitanti, ubicato nel distretto di Brăila, nella regione storica della Muntenia.
Il comune è formato dall'unione di 2 villaggi: Lanurile e Viziru, quest'ultimo attraversato dal 45º parallelo, la linea equidistante fra il Polo nord e l'Equatore.